# The Intercept
The Intercept est un magazine en ligne d’investigation créé par Glenn Greenwald, Jeremy Scahill et Laura Poitras. Lancé en février 2014 par l'organisation First Look Media, il est financé par Pierre Omidyar.

## Histoire
The Intercept est la première publication de First Look Media, la plate-forme journalistique créée et financée par le fondateur d’eBay, Pierre Omidyar. Celui-ci a indiqué qu'il investirait 250 millions de dollars (183 millions d'euros), dont 50 pour lancer les opérations, dans ce projet qui doit permettre aux journalistes de « poursuivre la quête de la vérité »,.
The Intercept poursuit deux missions. À court terme, le magazine doit servir de plateforme pour présenter les documents sur la NSA révélés par Edward Snowden et ainsi poursuivre la publication d’enquêtes sur la surveillance globale exercée par les États-Unis,,. À plus long terme, The Intercept vise à développer un média généraliste destiné à la pratique d’un journalisme d'investigation « courageux, combatif » et abordant des problématiques plus vastes : abus, corruption financière et politique, ou violation des libertés civiles, en recourant au nouveau potentiel numérique pour le journalisme d'enquête.
Le site propose à ses « sources » une fonction anonyme et sécurisée de dépôt de fichiers similaire à WikiLeaks, basée sur une solution open-source SecureDrop développée par Aaron Swartz et gérée par la Freedom of the Press Foundation.
En juin 2017, des journalistes critiquent The Intercept en ce qui concerne la protection des sources. Le média en ligne a publié le 5 juin un rapport de la NSA et une heure après cette publication, le ministère de la Justice a déclaré avoir accusé Reality Winner, une femme de 25 ans, d'avoir enfreint la loi sur l'espionnage, affirmant qu'elle avait divulgué le rapport. L'Intercept se défend en signalant que le rapport lui a été envoyé de façon anonyme. Mais, selon une déclaration du FBI, le média a partagé une copie du rapport avec la NSA, ce qui a permis de déduire d'où venait le document. En effet, le document montrant des marques de plis permet de remonter aux personnes y ayant eu accès et aide à identifier la source,.
The Intercept est partenaire de Disclose depuis 2018,.
Le 29 octobre 2020, Glenn Greenwald démissionne de The Intercept, invoquant la censure politique et les violations contractuelles des éditeurs, qui l'ont empêché de rendre compte de la conduite de Joe Biden à l'égard de la Chine et de l'Ukraine. Il affirme que le magazine est devenu une voix dominante de gauche et ne fournit plus de débouché pour du journalisme indépendant. La rédaction du magazine d'investigation répond aux critiques de Greenwald que son article a été refusé parce qu'il ne correspond pas aux standards exigés et qu'il comporte des informations « factuellement suspectes » qui nécessitent d'être vérifiées ou éditées, ce que Greenwald refuse, considérant tout travail d'édition comme une censure, et les rédacteurs affirment que : « les faits sont des faits et le bilan d'Intercept d'un journalisme rigoureux et indépendant sans peur parle de lui-même », et que les écrits critiques sur Biden ne manquent pas dans la publication,,.
Le 12 janvier 2021, Laura Poitras est licenciée de The Intercept, car elle dénonce le rôle de la rédaction dans l'emprisonnement de la lanceuse d'alerte Reality Winner.

## Équipe
Le 10 février 2014, lors du lancement du magazine, l'équipe était constituée de :
| Rôle                                                    | Personne(s)                                          |
| ------------------------------------------------------- | ---------------------------------------------------- |
| Éditeur                                                 | Glenn Greenwald, Jeremy Scahill, Laura Poitras       |
| Rédacteur en chef (en anglais : Senior Editor)          | Liliana Segura                                       |
| Auteur (en anglais : Senior Writers)                    | Peter Maass (en), Dan Froomkin (en)                  |
| Reporter                                                | Ryan Gallagher (en), Ryan Devereaux, Murtaza Hussain |
| Analyste politique (en anglais : Senior Policy Analyst) | Marcy Wheeler                                        |
| Analyste juridique (en anglais : Legal Analyst)         | Dan Novack                                           |
| Analyste technique (en anglais : Technology Analyst)    | Micah Lee                                            |

## Publications

### La première publication
Le 10 février 2014, la première histoire publiée par The Intercept est un rapport détaillé sur l'implication de la NSA dans le programme américain de meurtres ciblés, qui détaille les bavures des attaques de drones.

### The Drone Papers
Le 15 octobre 2015, The Intercept publie une longue enquête intitulée The Drone Papers sur le programme américain de frappes ciblées en Afghanistan, au Yémen et en Somalie, lié à la lutte contre le terrorisme,.

### Iran Cables
La révélation de télégrammes iraniens ou (en) Iran Cables ou « Iran cables leaks » a été effectuée par The Intercept, en novembre 2019, et documente l'importance de l'influence, ingérence et corruption iraniennes en Irak.